# Drapeau israélien de Jérusalem
 (août 2024).
Le drapeau de Jérusalem est un drapeau conçu pour la ville de Jérusalem en 1949 par Eliyahu Koren, et basé sur le drapeau israélien. 

## Création
Le drapeau a été adopté en 1949, peu de temps après la fondation de l'État d'Israël, quand Gershon Agron, maire de Jérusalem ouest, a demandé à Eliyahu Koren de créer un emblème pour la ville. Il est devenu le drapeau de Jérusalem unifié à la suite de la guerre des Six Jours en 1967.

## Description
Il comprend deux bandes horizontales bleues sur le fond blanc qui rappellent le talit ou châle de prière des Juifs. Au centre se trouve le blason de Jérusalem, qui se compose d'un bouclier avec le Lion de Juda superposé sur un fond représentant le Mur des Lamentations et des rameaux d'olivier représentent la paix. L'inscription du cimier est le mot Jérusalem en hébreu (ירושלים, Yerushaláyim).